# Karl-Rudolf Hornberger

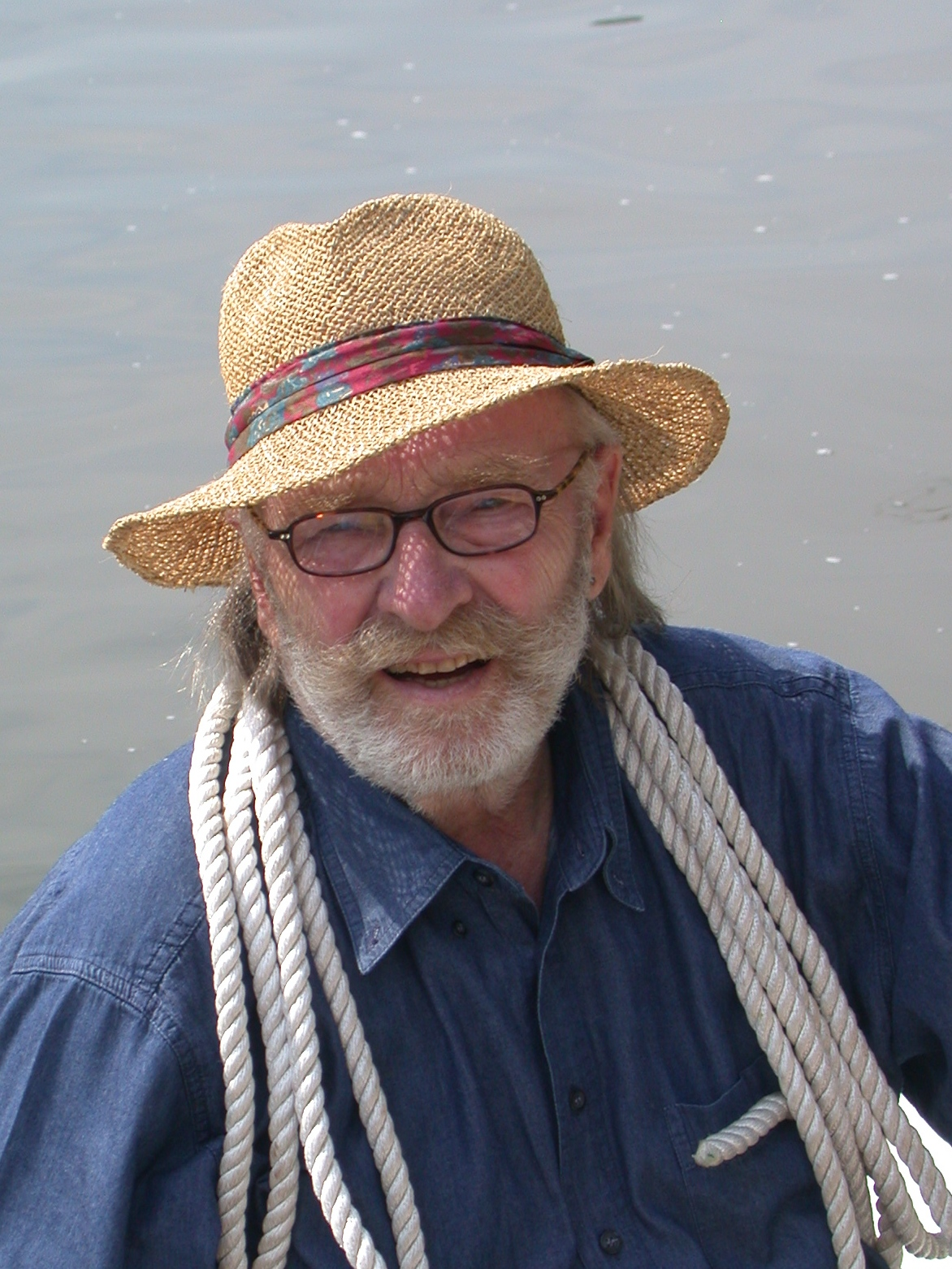
Karl-Rudolf „Hombes“ Hornberger (2004)

Karl-Rudolf Hornberger (* 27. Juli 1931 in Bad Kreuznach; † 16. August 2025) alias „de Hombes“ war ein Fotograf und Pfälzer Mundartdichter aus dem Tal der Nahe am nördlichen Rand des Nordpfälzer Berglandes.

## Leben und Wirken
Karl-Rudolf Hornberger entstammt bürgerlichen Verhältnissen. Sein Vater Karl Hornberger war in seiner Jugend deutscher Rekordhalter und deutscher Meister im Weitsprung. Später arbeitete er als Amtmann und lokaler Sportfunktionär. Beide Eltern stammten aus eingesessenen Kreuznacher Familien. Die Stadt bildet zeitlebens den Lebensmittelpunkt von Hornberger. Nach der Schule begann er 1946 eine Lehre bei der Kreissparkasse Bad Kreuznach, heute Sparkasse Rhein-Nahe, und arbeitete ab 1948 als Bankkaufmann bei diesem Institut. Früh erlernte er als Autodidakt die Fotografie und arbeitete seit 1960 nebenberuflich als freier Bildjournalist für die lokalen Zeitungen „Oeffentlicher Anzeiger“ und „Allgemeine Zeitung“. Er spezialisierte sich auf Sport- und Landschaftsfotografie in der Region. Im Rahmen der beruflichen Tätigkeit in der Werbeabteilung der Sparkasse nahm er an Fotoausstellungen im In- und Ausland teil. Von 1974 bis 1990 gestaltete er den Bildteil der Geschäftsberichte der Sparkasse sowie von 1981 bis 2000 den Heimat-Jahreskalender des Instituts. Im Verlag der Sparkasse entstanden eine Reihe thematischer Fotobände aus der Region wie „Der verlorene Augenblick“, „Weinblumen – Flora im Wingert“ und „Burgen und Schlösser an Rhein und Nahe“.
Seit Anfang der neunziger Jahre erschienen in den Lokalzeitungen unter dem Titel „Em Hombes in die Fiiß gelaaf“ regelmäßig seine Glossen in Mundart über das Leben und die Erlebnisse in seiner Heimatstadt. Nach seiner Pensionierung gab er ab 1994 seine Werke im Eigenverlag heraus. Die kurzen, in Mundart geschriebenen Episoden zeichnen sich durch Humor und genaue Beobachtung aus. Zudem war er Autor des Mundartstückes „Vum Bankert zum Banker“, welches Ulrike Neradt in Rheingauer Platt übersetzt hat, und das von der Rheingauer Mundart-Gruppe „Die Schlappmäulcher“ mehrmals aufgeführt wurde.
Hornberger war verwitwet und lebte in Bad Kreuznach. Im August 2025 starb er im Alter von 94 Jahren.

## Auszeichnungen
- 1991 „Schambes-Klappergässer[5] – Preis für heimische Mundart“ des „Oeffentlichen Anzeigers“[1]
- 2013 Kulturpreis der Stadt Bad Kreuznach (Sonderpreis zusammen mit Marita Peil)[1]

## Erzählungen und Glossen
- „De Blooßaasch“, Bad Kreuznach 1994
- „Schlechder Gässjesbankert“, Bad Kreuznach 1995
- „Vumm Bankert zum Banker“, Bad Kreuznach 1996
- „Em Hombes in die Fiiß gelaaf“, Bad Kreuznach 1994
- „Es Blooforze Dicker“, Bad Kreuznach 2001
- „Das do – das deet merr grad am Herze leije!“, Bad Kreuznach 2004
- „Unser Oba fährt im Nahedaal Modorrad“, Bad Kreuznach 2006
- „Das kannsche Deiner Oma ve’zehle“, Bad Kreuznach 2010
- „Di letschde Ferz sinn ball geloss“, Bad Kreuznach 2012
- „De Siwwesinnich“, Bad Kreuznach 2014
- „Märchenhaftes vum Hombes“, Bad Kreuznach 2015

Alle Buchveröffentlichungen sind im Selbstverlag erschienen.
Zahlreiche seiner Prosastücke sind u. a. im „Oeffentlichen Anzeiger“, der „Allgemeinen Zeitung“ und in Festschriften abgedruckt worden.

## Fotobände
- Clemens Schneider/Rudolf Hornberger: „Verlorener Augenblick – Lyrische Bilder und Gedichte“, Bad Kreuznach 1982
- Eduard Gampper/Rudolf Hornberger: Bad Kreuznach und Umgebung in frühen Photographien (1877–1930) von Nelli Schmidthals, Bad Kreuznach 1985
- Rudolf Hornberger: „In einem Bächlein helle – Bäche und Flüsse im Naheland“, Bad Kreuznach 1987
- Rudolf Hornberger/Alfred Blaufuß: „Weinblumen – Flora im Wingert“, Bad Kreuznach 1991
- Karl-Rudolf-Hornberger/Werner Vogt: Burgen und Schlösser an Rhein und Nahe, Bad Kreuznach 1993